# Мелекеок (містечко)
Мелекеок (палау Melekeok) — населений пункт в Палау, адміністративний центр штату Мелекеок.
Розміщене на східному узбережжі великого острову країни — Бабелтуап.
За два кілометри на північний захід від містечка розташоване місто Нгерулмуд, що є столицею Палау з жовтня 2006 року.
 З містечка добре видно будівля місцевого Капитолію.

## Галерея

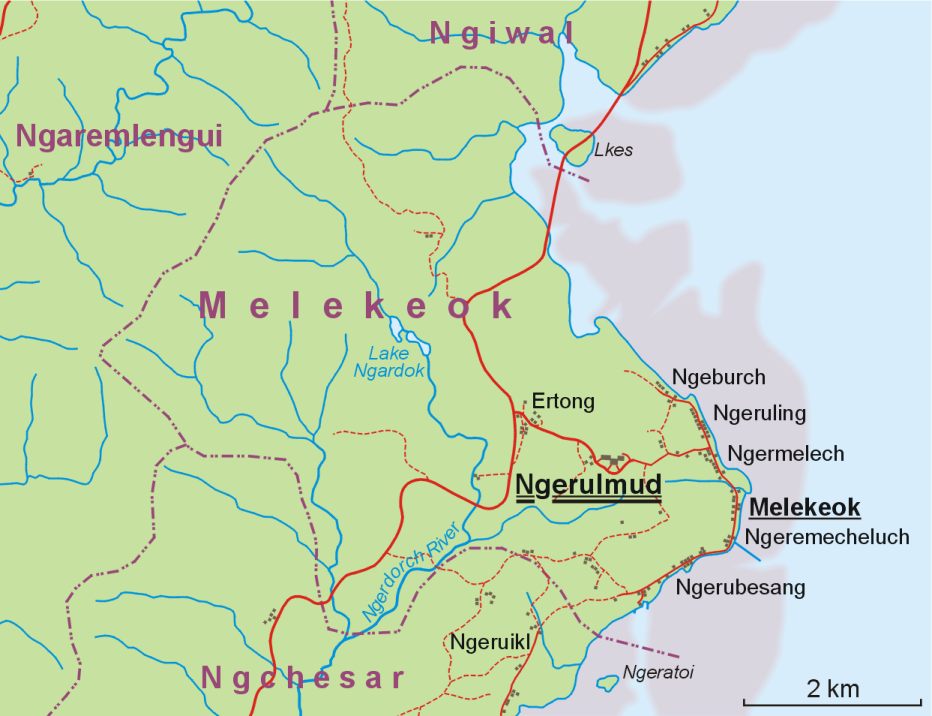
Штат Мелекеок на карті
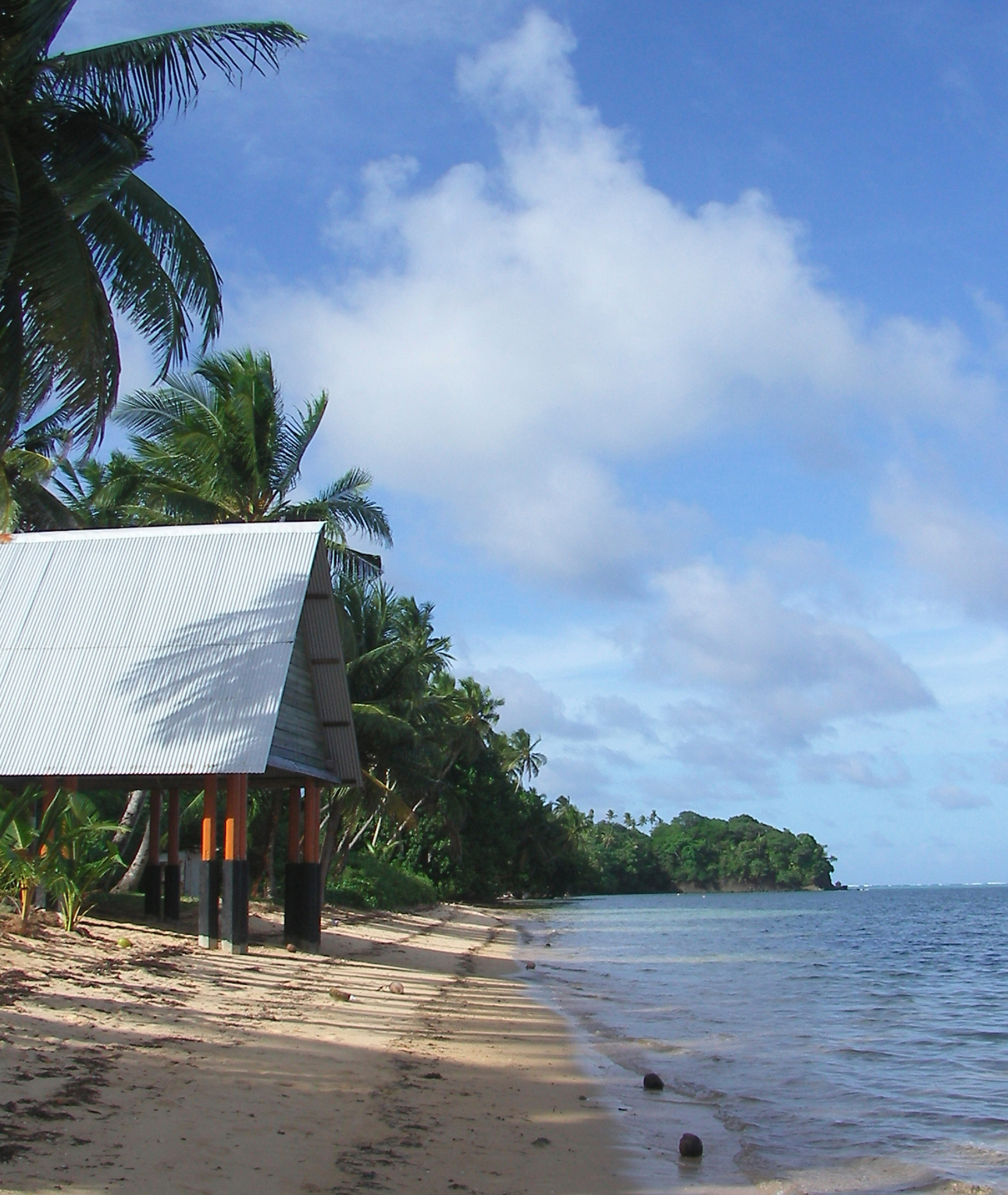
Місцевий пляж